# Сомониён (Шахритусский район)
Сомониён (тадж. Сомониён; до 2024 года — Ленинобод) — село в Хатлонской области Республики Таджикистан. 
Входит в состав джамоата (сельской общины) им. Худойназара Холматова Шахритусского района.
Находится на расстоянии ок. 1 км от райцентра (пгт. Шахритус) и ок. 1 км от центра джамоата (село Кахрамон).
Название села означает «Саманиды». Прежнее название — Ленинабад.
Население — 4465 чел. (2017).